# 金阜桥

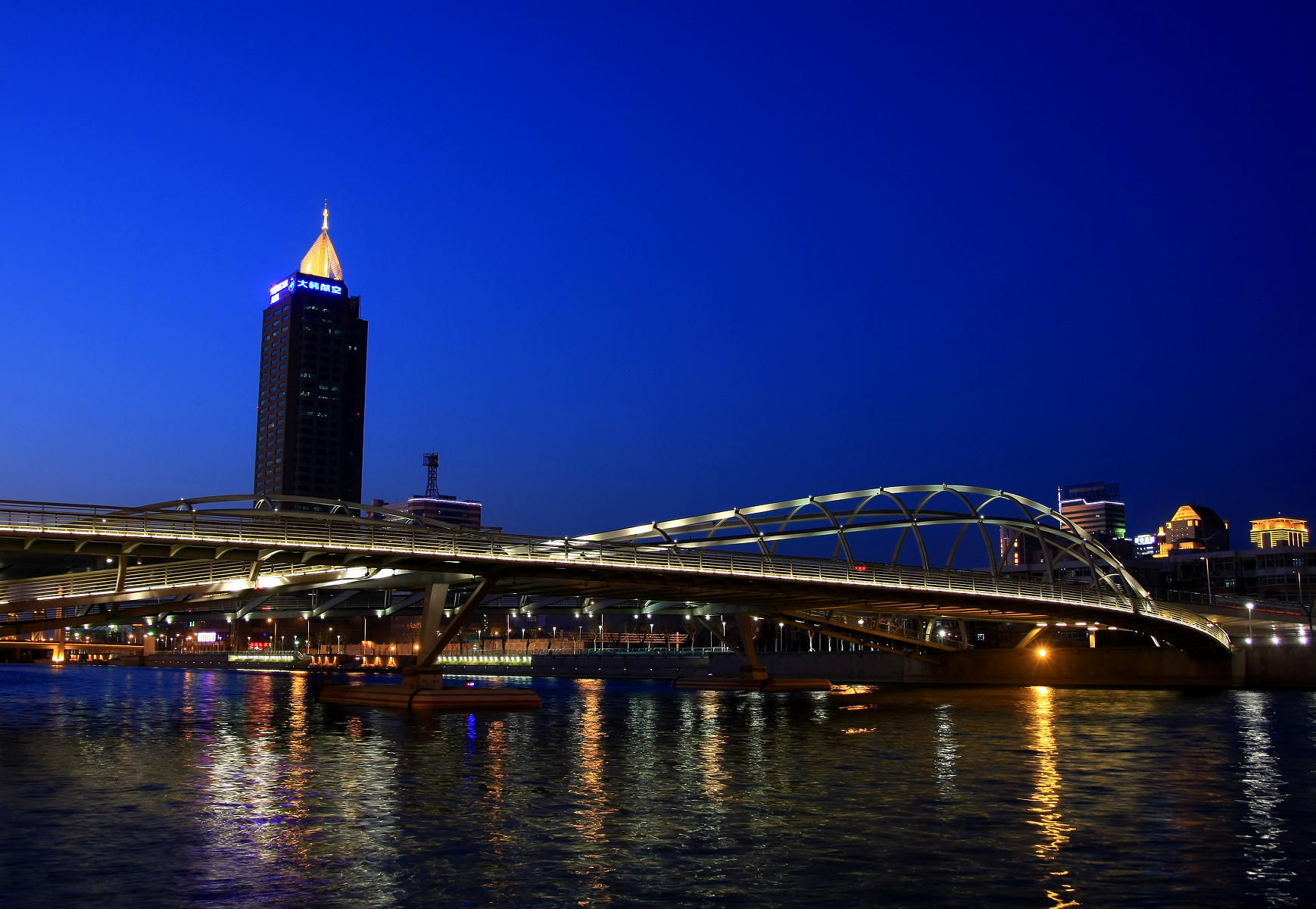
金阜桥夜景

39°06′55″N 117°13′03″E / 39.11528°N 117.21742°E金阜桥是一座建于中国天津市海河上的桥梁。2007年10月5日建成通车，是当时连接河东区和和平区的枢纽桥梁，金阜桥西接蚌埠道，东接十三经路，长192米、宽23.5米，为双向四车道，观光人行道宽3米，行人可以从带状公园上桥。另外，金阜桥设有内置灯光随外界光线变化而变化。